# Спомен-биста Милошу Н. Ђурићу у Београду
Спомен-биста Милошу Н. Ђурићу је споменик у Београду. Налази се на Калемегдану у општини Стари град.

## Опште карактеристике
Биста је подигнута 1978. године, а рад је српског вајара Миодрага Живковића. Милош Н. Ђурић (Славонски Бенковац, 14. јануар 1892 — Београд, 5. децембар 1967) је био српски класични филолог, хелениста, професор, филозоф, преводилац и члан Српске академије наука и уметности.